# Nāḩiyat Jubb al Jarrāḩ
Nāḩiyat Jubb al Jarrāḩ (arabiska: ناحية جب الجراح) är ett subdistrikt i Syrien.   Det ligger i provinsen Homs, i den centrala delen av landet, 190 km nordost om huvudstaden Damaskus.
Trakten runt Nāḩiyat Jubb al Jarrāḩ är ofruktbar med lite eller ingen växtlighet. Runt Nāḩiyat Jubb al Jarrāḩ är det glesbefolkat, med 14 invånare per kvadratkilometer.